# Aeropuerto Internacional de Aracaju
Aeropuerto Internacional de Aracaju (IATA: AJU, OACI: SBAR), es el aeropuerto que da servicio a Aracaju, Brasil
Es operado por AENA.

## Historia
Aunque estaba en funcionamiento desde principios de la década de 1950, la inauguración oficial del aeropuerto tuvo lugar el 19 de enero de 1958.
En 1961 se inició la primera remodelación del complejo aeroportuario, con ampliación de la pista y ampliación de la terminal de pasajeros.
En 1975, Infraero se convirtió en administrador del aeropuerto, que luego invirtió en una mayor ampliación de la pista (terminada en 1993) y en una gran ampliación de la terminal de pasajeros (terminada en 1998).
En 2012 el aeropuerto ya ha iniciado la última ampliación mediante la construcción de una terminal de pasajeros completamente nueva que duplicará su capacidad.
Anteriormente operado por Infraero, el 15 de marzo de 2019 AENA ganó una concesión por 30 años para operar el aeropuerto.

## Aerolíneas y destinos

### Destinos nacionales
| Ciudades         | Aeropuerto                                               | Aerolíneas  |        |
| Brasil           | Brasil                                                   | Brasil      | Brasil |
| ---------------- | -------------------------------------------------------- | ----------- | ------ |
| Bahía            |                                                          |             |        |
| Salvador         | Aeropuerto Internacional de Salvador                     | Azul / Gol  |        |
| Distrito Federal |                                                          |             |        |
| Brasilia         | Aeropuerto Internacional Presidente Juscelino Kubitschek | LATAM       |        |
| Minas Gerais     |                                                          |             |        |
| Belo Horizonte   | Aeropuerto Internacional Tancredo Neves                  | Azul        |        |
| Pernambuco       |                                                          |             |        |
| Recife           | Aeropuerto Internacional de Recife                       | Azul        |        |
| Río de Janeiro   |                                                          |             |        |
| Río de Janeiro   | Aeropuerto Internacional de Galeão                       | Gol         |        |
| São Paulo        |                                                          |             |        |
| Campinas         | Aeropuerto Internacional de Campinas                     | Azul        |        |
| São Paulo        | Aeropuerto de Congonhas                                  | Gol         |        |
| São Paulo        | Aeropuerto Internacional de São Paulo-Guarulhos          | Gol / LATAM |        |

## Accidentes e incidentes
- 12 de julio de 1951: una Lóide Aéreo Nacional Douglas DC-3/C-47 matrícula PP-LPG, aún matriculada en Linhas Aéreas Paulistas – LAP, que volaba de Maceió a Aracaju, tras abortar un aterrizaje en condiciones adversas en Aracaju, sobrevoló la pista e inició un viraje a baja altura hacia la derecha. La aeronave se estrelló durante este turno. Los 33 pasajeros y tripulantes murieron, incluido el gobernador del estado de Rio Grande do Norte, Jerônimo Dix-sept Rosado Maia.[6][7]

## Acceso
El aeropuerto está ubicado a 12 kilómetros (7,5 mi) del centro de Aracaju.